# Площадь Космонавта Комарова
Пло́щадь Космона́вта Комаро́ва — площадь на северо-западе Москвы в Петровском парке у начала Красноармейской улицы, входящая в состав района Аэропорт Северного административного округа.

## Происхождение названия
Площадь названа в 1967 году в память космонавта Владимира Михайловича Комарова (1927—1967). В 1964 году он был командиром космического корабля «Восход» (вместе с Б. Б. Егоровым и К. П. Феоктистовым). Погиб при полете на корабле «Союз-1» 24 апреля 1967 года. Уточнение «космонавт» в название введено для различия с улицей Академика Комарова.

## Описание
Находится в Петровском парке, перед входом в Петровский Путевой дворец. К ней примыкают Красноармейская улица, Дворцовая, Летняя, Липовая, Нарышкинская, Правая Дворцовая и Левая Дворцовая аллеи.